# Hippolyte Bayard
Hippolyte Bayard (Breteuil-sur-Noye, 20 gennaio 1801 – Nemours, 14 maggio 1887) è stato un fotografo francese, inventore del procedimento noto come "stampa positiva diretta".

## Biografia
Bayard, impiegato al Ministero delle Finanze, indagò sull'immagine positiva attraverso un procedimento chimico al quale erano giunti anche i chimici Jean Louis Lassaigne, francese, e lo scozzese Andrew Fyfe, la cui ricerca era orientata sui procedimenti chimici sia per ottenere un positivo sia per il negativo/positivo, entrambi su carta. Nel giugno del 1839 Bayard espose le sue opere in quella che fu la prima mostra fotografica della storia. Ebbe modo di incontrare François Arago, scienziato molto influente e destinato ad una rapida ascesa politica, capo dell'opposizione repubblicana, il quale convinse Bayard a posticipare la sua scoperta. In questo modo Arago favorì l'amico Daguerre, che da diversi anni lavorava, anche in collaborazione a Niépce fino alla sua morte nel 1833; il procedimento di Daguerre, chiamato dagherrotipia, a differenza di quella di Bayard aveva il limite di poter realizzare una sola copia non riproducibile ma aveva il vantaggio, che altri ricercatori misero a punto nel corso del decennio, di ridurre il tempo di esposizione. Anche se alcuni continuarono ad utilizzarlo, l'invenzione della calotipia da parte dell'inglese William Fox Talbot, presentata ufficialmente appena sette mesi dopo quella di Daguerre, cioè il procedimento negativo/positivo, che impiegò del tempo per affermarsi ma destinato ad un grande avvenire, rappresentò la fine del dagherrotipo.
Bayard rese pubblico il suo procedimento solo il 24 febbraio del 1840, resosi conto del raggiro, e reagì con ironia realizzando un autoritratto nella posa di un annegato, cioè fingendosi morto, il 18 ottobre 1840, prima messa in scena fotografica della storia, con allegata la seguente didascalia: Questo che vedete è il cadavere di M. Bayard, inventore del procedimento che avete appena conosciuto. Per quel che so, questo infaticabile ricercatore è stato occupato per circa tre anni con la sua scoperta. Il governo, che è stato fin troppo generoso con il signor Daguerre, ha detto di non poter far nulla per il signor Bayard, che si è gettato in acqua per la disperazione. Oh! umana incostanza...! È stato all'obitorio per diversi giorni, e nessuno è venuto a riconoscerlo o a reclamarlo. Signore e signori, passate avanti, per non offendervi l'olfatto, avrete infatti notato che il viso e le mani di questo signore cominciano a decomporsi.
Le cadavre du Monsieur que vous voyez ci-derrière est celui de M. Bayard, inventeur du procédé dont vous venez de voir, ou dont vous allez voir les merveilleux résultats. À ma connaissance, il y a à peu près trois ans que cet ingénieux et infatigable chercheur s’occupait de perfectionner son invention. L’Académie, le Roi et tous ceux qui ont vu ses dessins que lui trouvait imparfaits, les ont admirés comme vous les admirez en ce moment. Cela lui a fait beaucoup d’honneur et ne lui a pas valu un liard. Le gouvernement, qui avait beaucoup trop donné à M. Daguerre, a dit ne pouvoir rien faire pour M. Bayard et le malheureux s’est noyé. Oh ! Instabilité des choses humaines ! Les artistes, les savants, les journaux se sont occupés de lui pendant longtemps et aujourd’hui qu’il y a plusieurs jours qu’il est exposé à la morgue, personne ne l’a encore reconnu, ni réclamé. Messieurs et Dames, passons à d’autres, de crainte que votre odorat ne soit affecté, car la tête du Monsieur et ses mains commencent à pourrir, comme vous pouvez le remarquer (versione originale).
Nonostante tutto Bayard continuò la sua attività di fotografo, partecipando alla fondazione delle Società francese per la fotografia e gli venne commissionata l'attività di documentazione fotografica delle architetture e dei monumenti storici francesi, per la Mission héliographique del 1851, lavoro che portò a termine utilizzando in gran parte la calotipia. Tale lavoro, oltre a Bayard, fu affidato soltanto ad altri quattro fotografi: Édouard Baldus, Gustave Le Gray, Henri Le Secq e Auguste Mestral.
In quegli anni i primi fotografi erano per la maggior parte ricercatori, i quali cercavano dalla fotografia la riproduzione della realtà. Bayard si fece notare per la propensione artistica scoprendo le potenzialità artistiche della fotografia. Oltre alla foto da annegato, si ricorda la foto "Double autoportrait de profil", immagine avveniristica per l'epoca.

## Riconoscimenti e Tributi
Nel 1943 venne pubblicato a Parigi il volume Hippolyte Bayard, le premier photographe di Joseph-Marie Lo Duca che sostiene che il procedimento di Bayard sia precedente a quello di Daguerre.
Paolo Gioli nel 1981 espose, quale omaggio a Bayard, la mostra dal titolo A Hippolyte Bayard Gran Positivo, utilizzando alcune macchine polaroid stenopeiche stampando le immagini su carta comune, richiamandosi alla tecnica della stampa positiva di Bayard.

## Tecnica
Il processo di stampa positiva diretta utilizza della carta immersa in cloruro d'argento, che scurisce se esposta alla luce. Viene immersa nello iodato di potassio prima dell'esposizione e successivamente lavata in un bagno di iposolfito di sodio e asciugata. L'immagine risultante è un positivo diretto. A causa della scarsa sensibilità, il tempo di esposizione in piena luce era di circa 12 minuti, il metodo di Bayard risulta in pratica inutilizzabile per il ritratto, ma adeguato per il paesaggio.